# Flickor talar om kärleken (män dom gör just ingenting alls)
"Flickor talar om kärleken (män dom gör just ingenting alls)" är en sång skriven av Niklas Strömstedt. Den finns med på hans studioalbum Om! från 1990, men utgavs också som singel samma år. Flickor talar om kärleken (män dom gör just ingenting alls) var den tredje singeln från albumet.
Singeln gavs ut på CD och vinyl (12"). Som B-sida valdes en remix av titelspåret samt en akustisk version av låten "Om". Titelspåret spelades in i Polar Studios, med Bernard Löhr och Strömstedt som producenter. "Om" spelades in i Strömstedts hem. Ljudtekniker i Polar Studios var Löhr. Omslagsfotot togs av Mikael Jansson och omslaget formgavs av Rififi.
Flickor talar om kärleken (män dom gör just ingenting alls) tog sig inte in på Svenska singellistan men väl på Svensktoppen. Där låg den tre veckor mellan den 3 och 23 mars 1991, som bäst på plats fyra. Under första veckan låg även Strömstedts föregående singel Vart du än går samtidigt på listan.

## Låtlista

### CD
1. "Flickor talar om kärleken (män dom gör just ingenting alls)" (remix av Bernard Löhr) – 6:33
2. "Flickor talar om kärleken (män dom gör just ingenting alls)" – 3:44
3. "Om" (akustisk version i hemmet) – 3:31

### 12"
Sida A
1. "Flickor talar om kärleken (män dom gör just ingenting alls)" (remix av Bernard Löhr) – 6:33

Sida B
1. "Flickor talar om kärleken (män dom gör just ingenting alls)" – 3:44
2. "Om" (akustisk version i hemmet) – 3:31

## Medverkande musiker
- Vicki Benckert – körsång
- Henrik Janson – gitarr
- Leif Lindvall – trumpet
- Per Lindvall – trummor
- Niklas Strömstedt – sång, körsång, gitarr, keyboards
- David Wilczewski – saxofon